# Anastasios Charalambis
Anastasios Charalambis (griechisch Ἀναστάσιος Χαραλάμπης, * 1862; † 11. März 1949) war ein griechischer General, Politiker und Ministerpräsident.

## General und Kriegsminister
Charalambis, der einer einflussreichen Familie aus Achaia entstammte, schlug eine Laufbahn in der griechischen Armee ein und stieg schließlich zum General auf.
Von Juni bis September 1916 war er Kriegsminister im vierten Kabinett von Alexandros Zaimis. Während des Ersten Weltkriegs war er 1917 zunächst Chef des Generalstabes. Anschließend war er 1918 Kommandierender General des II. Armeekorps.

## Ministerpräsident für einen Tag
Nach der Niederlage im Griechisch-Türkischen Krieg und dem Sturz der Regierung von Petros Protopapadakis am 10. September 1922 kam es zu einer schweren innenpolitischen Krise. Die nachfolgende Regierung musste aufgrund von Militärrevolten in den Garnisonen von Thessaloniki und Mytilini unter der Führung von Oberst Stylianos Gonatas am 29. September 1922 zurücktreten. Der vom Revolutionskomitee auserkorene Kandidat für das Amt des Ministerpräsidenten, Alexandros Zaimis, hatte Griechenland bereits verlassen, so dass Sotirios Krokidas zum Ministerpräsidenten einer Übergangsregierung ernannt werden sollte. Als dieser am 29. September 1929 nicht rechtzeitig zur Ableistung des Amtseides in Athen eintraf, wurde General Charalambis als amtierender Kriegsminister Ministerpräsident für einen Tag.